# 서울교동초등학교
서울교동초등학교는 대한민국 서울특별시 종로구 경운동에 있는 공립 초등학교이다. 1894년에 개교한 본교 전신인 한성관립교동왕실학교는 최초의 근대 초등교육기관이다. 황실의 자녀들에게 신교육을 실시하기 위하여 대한민국 최초의 근대식 초등교육기관인  관립교동소학교로 개교하였다. 서울경운학교와 부지를 공유한다.

## 학교 연혁
- 1894년 9월 18일 관립교동소학교 개교
- 1906년 9월 1일 관립교동보통학교로 개칭
- 1911년 11월 1일 교동공립보통학교(4년제)로 개칭[1]
- 1921년 4월 1일 6년제로 개편
- 1925년 4월 1일 국내 최초로 여자학급 신설
- 1938년 4월 1일 경성교동공립심상소학교로 개칭[2]
- 1941년 4월 1일 경성교동공립국민학교로 개칭[3]
- 1947년 9월 18일 서울교동국민학교로 교명 변경
- 1983년 4월 5일 무궁화동산 조성
- 1983년 8월 30일 역대 교장사진 게시
- 1984년 10월 23일 테니스장 설치
- 1984년 11월 1일 학교 텔레비전 방송국 개국
- 1984년 12월 30일 교동 90년사 발간
- 1985년 10월 17일 교동창립 기념탑 제막식
- 1986년 9월 18일 교동사료관 개관
- 1989년 6월 16일 어린이 적십자단 창단식
- 1990년 5월 2일 스카우트 창단식
- 1994년 7월 29일 한식담장 개축
- 1994년 9월 18일 개교 100주년, 교동동산 조성
- 1996년 3월 1일 서울교동초등학교로 교명 변경[4]
- 1997년 11월 20일 신축교사 건물 준공
- 2009년 3월 25일 영어전용교실 설치, 강당 리모델링
- 2010년 5월 9일 아람단 창단
- 2014년 4월 18일 아람단 발대식(30명)
- 2015년 12월 7일 학교 담장 역사의 벽 설치
- 2016년 2월 12일 제118회 졸업식(19명, 누계 31265명)
- 2016년 3월 31일 소담정-파고라(쉼터) 설치
- 2017년 2월 15일 제119회 졸업식(21명. 누계 31286명)
- 2017년 11월 30일 역사관 나이테1894 재개관
- 2018년 2월 13일 제120회 졸업식(16명, 누계 31302명)
- 2018년 3월 1일 제24대 김정이 교장 부임
- 2018년 9월 18일 제124주년 개교기념식
- 2019년 2월 15일 제121회 졸업식(19명, 누계 31321명)
- 2020년 2월 10일 제122회 졸업식(13명, 누계 31334명)

## 학교 상징
- 교화(校花) - 목련 : 추운 겨울을 벗어나면서 먼저 피어 봄의 시작을 알려줌은 초등 교육의 시작인 교동의 전통이며, 맑고 희고 깨끗한 꽃잎은 교동 학생의 아름다움을 나타냄
- 교목(校木) - 회양목 : 개교와 함께 100년을 살아온 나무로서, 거친 땅에서도 잘 자라는 끈기와 강한 의지, 그리고 사철을 두고 변함없이 늘 푸른 기상은 교동 학생들을 상징하고 있음

## 참고 자료
- 서울교동초등학교 - 한국교육학술정보원 학교알리미